# Cryptelytrops rubeus
Cryptelytrops rubeus е вид змия от семейство Отровници (Viperidae). Видът е световно застрашен, със статут Уязвим.

## Разпространение
Разпространен е във Виетнам и Камбоджа.